# Lil Bibby
Brandon George Dickinson Jr. (Chicago, Estados Unidos, 18 de julio de 1994), más conocido por su nombre artístico Lil Bibby, es un rapero estadounidense. Comenzó su carrera en 2011, lanzó su mixtape debut en 2013, titulado "Free Crack". Lanzó el mixtape de seguimiento "Free Crack 2" el 29 de agosto de 2014. El último lanzamiento "Free Crack 3", fue lanzado el 27 de noviembre de 2015.

## Carrera

### 2013-2014
En 2013, lanzó su mixtape debut titulado Free Crack. El título del mixtape se inspiró en la canción de Kanye West, llamada "Crack Music", que apareció en su segundo álbum Late Registration (2005). Describiendo el hecho de que tanto Bibby como West son de Chicago, Illinois. Citó a Drake y Jadakiss, como dos de sus raperos favoritos. Vice declaró que el primer mixtape de Bibby fue limpiada de sus influencias de ambos raperos. El mixtape presenta apariciones especiales de estos Lil Herb y King L, mientras que la producción fue manejada por Hit-Boy, Young Chop y The Olympicks, entre otros. DJ Scream fue el anfitrión de este mixtape. La cinta combina una voz áspera e imponente, junto con una entrega y un flujo sólidos. Las pistas son contundentes con muchos bajos y letras fuertes de Bibby. Lo máximo que se destaca en cuanto a los beats del mixtape era una canción, llamada "Whole Crew" (producida por Hit-Boy). Los videos musicales fueron lanzados para pistas como "How We Move" con King L, "Change", "Water" y "Cansado de Talkin'".
Tras el lanzamiento del mixtape, Bibby apareció en una portada en Vibe, declaró que es uno de los raperos a ver en 2014. El artículo felicitó a Bibby, afirmando que tenía lo que se necesita para ser un artista musical importante, debido su madurez y su capacidad de rapear.
En diciembre de 2013, en una entrevista con XXL, Bibby insinuó que el siguiente paso para su carrera podría ser un EP. En 2014, también se dijo, que el rapero Drake era un gran fanático de Bibby y que habían hablado en 2013, antes del lanzamiento del mixtape debut de Bibby. Bibby dijo que lo empujó a mejorar su lanzamiento debut, agregando las pistas "Water" y "Whole Crew".
En enero de 2014, Bibby apareció en Sway's programa de radio Sway por la mañana. En el programa, habló sobre el éxito de su mixtape de debut y también dejó caer un estilo libre en vivo. Durante el mismo mes, Bibby también apareció en la estación de radio de Nueva York, Hot 97. Durante el mismo mes, Bibby declaró en su entrevista con Billboard, que estaba trabajando en material para un EP, pero estaba esperando un par de funciones. Bibby también apareció en la lista de la clase XXL de primer año de 2014.

## Discografía

### Mixtapes
- Free Crack (2013)
- Free Crack 2 (2014)
- Free Crack 3 (2015)

### Álbum de Estudio
- Big Buckz (2016)
- FC3 The Epilogue (2017)